# Ophrys stefaniae
Ophrys stefaniae är en orkidéart som beskrevs av Gisela Kretzschmar och Horst Kretzschmar. Ophrys stefaniae ingår i ofryssläktet, och familjen orkidéer.
Artens utbredningsområde är Grekland. Inga underarter finns listade i Catalogue of Life.